# Jan Zabystřan
Jan Zabystřan (* 26. Januar 1998 in Kadaň, Ústecký kraj) ist ein tschechischer Skirennläufer. Er startet in allen Disziplinen und war bisher vor allem in der Kombination erfolgreich.

## Biografie
Jan Zabystřan stammt aus der Aussiger Region im Nordwesten Tschechiens und startet für den LK Chomutov.
Zabystřan bestritt im Alter von 16 Jahren in Geilo seine ersten beiden FIS-Rennen. Im Januar 2015 nahm er am Europäischen Olympischen Winter-Jugendfestival in Malbun teil und klassierte sich auf den Rängen 10 und 14 in Riesenslalom und Slalom. Im darauffolgenden März trat er in Hafjell erstmals bei Juniorenweltmeisterschaften an und beendete alle fünf Rennen außerhalb der besten 30. Nachdem er bei den Olympischen Jugend-Winterspielen 2016 in Lillehammer mit den Rängen sechs und acht in Kombination und Riesenslalom eine erste Talentprobe abgeliefert hatte, gelang ihm auch bei seinen zweiten Juniorenweltmeisterschaften in Sotschi eine respektable Leistung. Sowohl in der Kombination als auch im Slalom war er mit den Rängen 14 und 20 jeweils der beste U18-Teilnehmer. Danach nahm er noch an zwei weiteren Juniorenweltmeisterschaften teil, konnte aber nur noch bedingt an diese Resultate anknüpfen.
Am 13. Januar 2017 gab Zabystřan in der Kombination von Wengen sein Weltcup-Debüt. Wenige Wochen später bestritt er in St. Moritz seine ersten Weltmeisterschaften und startete in vier Disziplinen, wobei ein 38. Rang in der Kombination sein bestes Ergebnis blieb. Ein Jahr später war er bei seinen ersten Olympischen Spielen in Pyeongchang Teil des tschechischen Teams im erstmals ausgetragenen Mannschaftswettbewerb. In Super-G und Abfahrt belegte er die Ränge 40 und 46. Nach guten Leistungen im South American und Far East Cup gewann er im Januar 2019 mit Rang 27 in der Lauberhorn-Kombination seine ersten Weltcup-Punkte. Bei den tschechischen Meisterschaften konnte er mit Silber und bei den Weltmeisterschaften in Åre mit Rang 15 an diese Leistung anknüpfen.
Den bisher größten Erfolg seiner Karriere feierte Zabystřan bei den Winter World University Games 2023 in Lake Placid. Sowohl im Super-G als auch im Riesenslalom und Slalom gewann er die Goldmedaille. Zudem gewann er Bronze in der Alpinen Kombination.

## Erfolge

### Olympische Spiele
- Pyeongchang 2018: 9. Mannschaftswettbewerb, 40. Super-G, 46. Abfahrt, DNF Riesenslalom, DNF Slalom, DNF Alpine Kombination
- Peking 2022: 14. Mannschaft, 25. Super-G, DNF Riesenslalom, DNF Slalom, DNF Alpine Kombination

### Weltmeisterschaften
- St. Moritz 2017: 38. Alpine Kombination, 40. Super-G, 44. Abfahrt
- Åre 2019: 9. Mannschaftswettbewerb, 15. Alpine Kombination, 31. Riesenslalom, 47. Abfahrt, DNF Super-G
- Cortina d’Ampezzo 2021: 9. Kombination, 20. Super-G
- Courchevel/Méribel 2023: 10. Mannschaftswettbewerb, 37. Parallelrennen
- Saalbach-Hinterglemm 2025: 16. Super-G, 16. Team-Kombination, 19. Abfahrt, 30. Riesenslalom

### Weltcup
- 3 Platzierungen unter den besten 20

### Weltcupwertungen
| Saison  | Gesamt | Gesamt | Abfahrt | Abfahrt | Super-G | Super-G | Kombination | Kombination |
| Saison  | Platz  | Punkte | Platz   | Punkte  | Platz   | Punkte  | Platz       | Punkte      |
| ------- | ------ | ------ | ------- | ------- | ------- | ------- | ----------- | ----------- |
| 2018/19 | 150.   | 4      | –       | –       | –       | –       | 40.         | 4           |
| 2019/20 | 127.   | 20     | –       | –       | –       | –       | 28.         | 20          |
| 2022/23 | 137.   | 12     | –       | –       | 51.     | 12      | –           | –           |
| 2023/24 | 123.   | 11     | 50.     | 11      | –       | –       | –           | –           |
| 2024/25 | 57.    | 143    | 30.     | 46      | 22.     | 97      | –           | –           |

### Far East Cup
- Saison 2018/19: 2. Gesamtwertung, 1. Super-G-Wertung, 3. Slalomwertung
- 16 Podestplätze, davon 4 Siege

| Datum            | Ort                | Land                | Disziplin |
| ---------------- | ------------------ | ------------------- | --------- |
| 4. Dezember 2018 | Wanlong            | Volksrepublik China | Slalom    |
| 20. März 2019    | Juschno-Sachalinsk | Russland            | Super-G   |
| 25. März 2019    | Juschno-Sachalinsk | Russland            | Slalom    |
| 13. Februar 2020 | Bears Town         | Südkorea            | Slalom    |

### South American Cup
- Saison 2024: 4. Super-G-Wertung, 6. Abfahrtswertung, 10. Abfahrtswertung
- 3 Podestplätze, davon ein Sieg

| Datum             | Ort      | Land  | Disziplin |
| ----------------- | -------- | ----- | --------- |
| 6. September 2024 | La Parva | Chile | Abfahrt   |

### Juniorenweltmeisterschaften
- Hafjell 2015: 38. Riesenslalom, 38. Slalom, 40. Kombination, 58. Super-G, 62. Abfahrt
- Sotschi 2016: 14. Kombination, 20. Slalom, 48. Super-G, 51. Abfahrt
- Åre 2017: 17. Abfahrt, 33. Kombination, 54. Super-G, DNS Riesenslalom
- Davos 2018: 14. Super-G, DNF Alpine Kombination, DSQ Abfahrt
- Fassatal 2019: 15. Super-G, 20. Abfahrt, DNF Riesenslalom, DNF Slalom, DNF Alpine Kombination

### Universiade
- Krasnojarsk 2019: 4. Mannschaft, 13. Super-G, DNF Riesenslalom, DNF Slalom, DNF Alpine Kombination
- Lake Placid 2023: 1. Super-G, 1. Riesenslalom, 1. Slalom, 3. Alpine Kombination

### Olympische Jugend-Winterspiele
- Lillehammer 2016: 6. Alpine Kombination, 8. Riesenslalom, 9. Mannschaft, 12. Super-G, DNF Slalom

### Weitere Erfolge
- 2 tschechische Meistertitel (Super-G und Kombination 2020)
- 4 Siege in FIS-Rennen